# Анновка (Гомельская область)
Анновка (бел. Аннаўка) — деревня в Дворецком сельсовете Рогачёвского района Гомельской области Беларуси.

## География

### Расположение
В 16 км на юго-запад от районного центра и железнодорожной станции Рогачёв (на линии Могилёв — Жлобин), 136 км от Гомеля.

## Транспортная сеть
Транспортные связи по просёлочной, затем автомобильной дороге Бобруйск — Гомель. Планировка состоит из прямолинейной широтной улицы, к которой на западе присоединяется короткая прямолинейная улица. Застройка двусторонняя, плотная, деревянная, усадебного типа.

## История
Основана в начале XX века переселенцами из соседних деревень. В 1909 году фольварк, 1828 десятин земли, в Луковской волости Рогачёвского уезда Могилёвской губернии. С 1910 года работала винокурня. В начале 1920-х годов в фольварке был создан колхоз «Равенство». В 1931 году организован колхоз имени М. И. Калинина, работали кузница и шерсточесальня. Во время Великой Отечественной войны оккупанты в 1944 году сожгли 11 дворов, убили 3 жителей. 13 жителей погибли на фронте. Согласно переписи 1959 года в составе колхоза «Ленинская жизнь» (центр — деревня Кошара).

## Население

### Численность
- 2004 год — 27 хозяйств, 54 жителя.

### Динамика
- 1909 год — 15 жителей.
- 1940 год — 42 двора, 212 жителей.
- 1959 год — 264 жителя (согласно переписи).
- 2004 год — 27 хозяйств, 54 жителя.